# Djatlow-Pass – Tod im Schnee
Djatlow-Pass – Tod im Schnee (Originaltitel: russisch Перевал Дятлова) ist eine russische Miniserie, die das Unglück am Djatlow-Pass aufgreift. Neben fiktiven Figuren werden viele reale Persönlichkeiten mit dokumentarischer Genauigkeit abgebildet. Hierzu gelang es den Machern der Miniserie, an geheimes Material des Falls zu kommen. Zudem erhielten sie Zugriff auf Material der zusätzlichen Untersuchung der 2000er Jahre und studierten die Tagebücher der verstorbenen Studenten.
Die Premiere der Miniserie erfolgte am 16. November 2020 auf dem russischen Fernsehsender ТНТ. Die einzelnen Folgen wurden nach TV-Ausstrahlung beim russischen Streamingdienst Premier veröffentlicht. Im deutschsprachigen Raum fand die Erstausstrahlung der Miniserie vom 5. Juli 2021 bis zum 23. August 2021 auf dem Pay-TV-Sender FOX Channel statt.

## Handlung
Unter der Leitung von Igor Djatlow brechen am 23. Januar 1959 neun Studenten und Absolventen des Polytechnischen Instituts des Urals und ein Wanderführer zu einer Skiwanderung ins Ural-Gebirge auf. Der Trupp veranschlagt 16 Tage für die rund 350 Kilometer lange Strecke. Eine Woche nach dem vereinbarten Termin für die Rückkehr der Gruppe gibt es noch immer kein Lebenszeichen von dieser. Aus diesem Grund entsenden die Behörden Suchmannschaften, die einen grausigen Fund machen. An der Nordost-Flanke des in Sprache der indigenen Mansi benannten Berges Cholat Sjachl (zu Deutsch: „Toter Berg“) finden die Suchmannschaften die ersten Toten. Es dauert zwei Monate, bis alle Leichen am Berghang entdeckt werden. Das Zelt der Toten scheint von innen heraus aufgeschlitzt worden zu sein. Die Toten sind nicht nur teilweise bis auf die Unterwäsche entkleidet, sondern haben auch schwere innere Verletzungen und äußere Verstümmelungen erlitten.
Die Umstände ihres Todes stellt die zuständige Polizei im nahegelegenen Städtchen Iwdel vor ein Rätsel. Aus Moskau wird der KGB-Major Oleg Kostin entsandt, der das Rätsel unter strengster Geheimhaltung lösen soll. Der scharfsinnige Ermittler taucht dabei immer tiefer und tiefer in den Fall ein, doch der Weltkriegsveteran wird stetig von seinen Traumata begleitet. Unterstützung erhält der KGB-Major von der örtlichen Gerichtsmedizinerin Katja Schumanowa, die selber noch immer unter dem schweren Verlust leidet, den sie im Zweiten Weltkrieg erlitten hat. Je mehr die beiden über das Schicksal der Djatlow-Gruppe herausfinden, umso mysteriöser erscheint ihnen dieser Fall.

## Besetzung und Synchronisation
Die deutschsprachige Synchronisation entstand nach den Dialogbüchern sowie unter der Dialogregie von Erik Paulsen durch die Synchronfirma Antares Film in Berlin.

### Hauptdarsteller
| Rolle                                          | Schauspieler                       | Synchronsprecher   |
| ---------------------------------------------- | ---------------------------------- | ------------------ |
| KGB-Major Oleg Dmitrijewitsch Kostin           | Pjotr Petrowitsch Fjodorow         | Christoph Banken   |
| Katerina „Katja“ Andrejewna Schumanowa         | Marija Alexandrowna Lugowaja       | Schaukje Könning   |
| Alexander „Sascha“ Okunew                      | Andrei Wladimirowitsch Dobrowolski | Sven Brieger       |
| Igor Alexejewitsch Djatlow                     | Iwan Konstantinowitsch Mulin       | Nick Forsberg      |
| Juri Nikolajewitsch Doroschenko                | Alexander Metjolkin                | Nico Sablik        |
| Ljudmila „Ljuda“ Alexandrowna Dubinina         | Irina Lukina                       | Clara Drews        |
| Semjon „Sascha“ Alexejewitsch Zolotarjow       | Jegor Wadimowitsch Berojew         | Sven Fechner       |
| Alexander Sergejewitsch Kolewatow              | Jewgeni Sergejewitsch Antropow     | Konrad Bösherz     |
| Zinaida „Zina“ Alexejewna Kolmogorowa          | Marija Matsel                      | Derya Flechtner    |
| Juri „Georgi“ Alexejewitsch Kriwonischtschenko | Maxim Jemeljanow                   | Jeffrey Wipprecht  |
| Rustem „Rustik“ Wladimirowitsch Slobodin       | Roman Wadimowitsch Jewdokimow      | Fabian Kluckert    |
| Nikolai „Tibo“ Wladimirowitsch Tibo-Brinjol    | Juri Deinekin                      | Jannik Endemann    |
| Juri Jefimowitsch Judin                        | Maxim Alexandrowitsch Kostromikin  | Sebastian Kluckert |
| Wassili Iwanowitsch Tempalow                   | Alexei Jurjewitsch Kirsanow        | Simon Derksen      |
| Lew Nikititsch Iwanow                          | Pawel Wladimirowitsch Vorožtsov    | Steven Merting     |

### Nebendarsteller
| Rolle                        | Schauspieler                       | Synchronsprecher           |
| ---------------------------- | ---------------------------------- | -------------------------- |
| Wiktor „Witja“ Schumanow     | Alexei Igorewitsch Bardukow        | Gerrit Schmidt-Foß         |
| Kolja                        | Alexander Konowalow                | Jaron Müller               |
| Unchu                        | Timur Romanow                      | Mika Hinz                  |
| Großvater von Unchu          | Tsog Yondon                        | Friedrich Georg Beckhaus   |
| Ekor                         | Georgi Kimowitsch Bessonow         | Matthias Scherwenikas      |
| Wladimir Jachromeev          | Alexei Sergejewitsch Vertkow       | Viktor Neumann             |
| Buligin                      | Jewgeni Walerjewitsch Tkatschuk    | Sebastian Schulz           |
| Boris Slobzow                | Oleg Maratowitsch Wassilkow        | Hanns Jörg Krumpholz       |
| Dmitri Andrejewitsch Rudakow | Sergei Kajumowitsch Schakurow      | Jörg Hengstler             |
| Nadeschda Tempalowa          | Polina Iljinitschna Tschernyschowa | Anna Grisebach             |
| Kostja                       | Michail Alexejewitsch Orlow        | Dirc Simpson               |
| Erna                         | Marija Sergejewna Becker           | Antje Thiele               |
| Wasja                        | Asamat Nigmanow                    | Benjamin Kiesewetter       |
| Serschant                    | Andrei Wjatscheslawowitsch Arsjaew | Axel Strothmann            |
| Fahrer von Oleg              | Kirill Alexejewitsch Krasnow       | Björn Bonn                 |
| Kurt                         | Christian Mock                     | Christian Mock             |
| Paul                         | Felix Julian Schultess             | Felix Julian Schultess     |
| Frau von Paul                | Julia Amme                         | Julia Amme                 |
| Frau von Ekor                | Jelena Dmitrijewna Markowa         | Jelena Dmitrijewna Markowa |

### Gastdarsteller
| Rolle                     | Schauspieler                          | Synchronsprecher      |
| ------------------------- | ------------------------------------- | --------------------- |
| Kirilenko                 | Wladimir Alexandrowitsch Simonow      | Sven Riemann          |
| Maslennikow               | Artjom Sergejewitsch Semakin          | Hendrik Martz         |
| Gordo                     | Sergei Slawikowitsch Rudsewitsch      | Frank Röth            |
| Gorbuschin                | Sergei Wassiljewitsch Stjopin         | Hans Hohlbein         |
| Babichew                  | Michail Kremer                        | Christian Holdt       |
| Sinizin                   | Artjom Walerjanowitsch Kostjunew      | Dennis Sandmann       |
| Tamara                    | Julija Wladimirowna Baschorina        | Silvia Mißbach        |
| Blinow                    | Jewgeni Michailowitsch Sacharow       | Maik Rogge            |
| Slava                     | Juri Dmitrijewitsch Loparew           | Uwe Jellinek          |
| Nina Fjodorowna           | Nadeschda Konstantinowna Markina      | Sabina Trooger        |
| Fokin                     | Kirill Alexandrowitsch Wassiljew      | Ozan Ünal             |
| Ognew                     | Wladislaw Pogiba                      | Tilmar Kuhn           |
| Andrej                    | Alexei Sergejewitsch Sergejew         | Imme Aldag            |
| Sergeant Jegorow          | Danil Alexandrowitsch Iwanow          | Lasse Dreyer          |
| Lukin                     | Alexander Sergejewitsch Firsanow      | Christian Intorp      |
| Kapitän Wolkow            | Alexei Wladimirowitsch Schewtschenkow | Tobias Lelle          |
| Martha                    | Lena Tronina                          | Anne Düe              |
| Boris                     | Jewgeni Alexejewitsch Romanzow        | Christian Holdt       |
| Djakow                    | Fjodor Alexandrowitsch Leonow         | Jan Andreesen         |
| Kowal                     | Sergei Jurjewitsch Karjakin           | Bernd Egger           |
| Förster Rempel            | Sergei Alexandrowitsch Neudachin      | Marko Bräutigam       |
| Oberst                    | Alexei Stanislawowitsch Schemes       | Tim Moeseritz         |
| Schaffnerin               | Anna Sergejewna Winskaja              | Jessica Rust          |
| Verängstigter Wilderer    | Ilja Wladimirowitsch Schtscherbinin   | Dirk Petrick          |
| Postmann                  | Pawel Wiktorowitsch Kostomarow        | Matthias Scherwenikas |
| Kriegsveteran mit Krücken | Dmitri Nikolajewitsch Gussew          | Lasse Dreyer          |
| Pilot                     | Michail Toschew                       | Christian Intorp      |
| Fotograf                  | Alexander Melnikow                    | Maik Rogge            |
| Wachmann                  | Sergei Kusnezow                       | Björn Bonn            |
| Junger Mann               | Anton Jurjewitsch Loban               | Oliver Bender         |
| Gusko                     |                                       | Imme Aldag            |

## Episodenliste
| Nr. | Deutscher Titel | Originaltitel | Erstveröffentlichung (ТНТ) | Deutschsprachige Erstausstrahlung (FOX Channel) | Regie                                                                 | Drehbuch                          |
| --- | --------------- | ------------- | -------------------------- | ----------------------------------------------- | --------------------------------------------------------------------- | --------------------------------- |
| 1 | Kostin          | Серия 1       | 16. Nov. 2020              | 5. Juli 2021                                    | Waleri Walerjewitsch Fedorowitsch & Jewgeni Wladimirowitsch Nikischow | Ilja Wjatscheslawowitsch Kulikow  |
| Der KGB-Major Oleg Kostin reist ins Örtchen Iwdel am Rande des Urals, um den rätselhaften Tod einer Touristengruppe zu untersuchen. Seine Vorgesetzten haben strikte Geheimhaltung angeordnet; auch über den Fall selbst wurde er nur vage unterrichtet. Vor Ort trifft Kostin auf Alexander Okunew, Staatsanwalt Wassili Tempalow und die Gerichtsmedizinern Katja Schumanowa, die ihn bei den Ermittlungen unterstützen sollen. Während der Begehung des Fundorts der Getöteten wird Kostin klar, dass dieser Fall sein gesamtes Können erfordern wird.                                                                                    |                 |               |                            |                                                 |                                                                       |                                   |
| 2 | Judin           | Серия 2       | 17. Nov. 2020              | 12. Juli 2021                                   | Pawel Wiktorowitsch Kostomarow & Stepan Gordejew                      | Wassili Vnukow & Alexander Sysoew |
| Neun Tage vor dem Unglück am Djatlow-Pass ahnen die Skiwanderer noch nichts von ihrem Schicksal. Erwartungsvoll und unbeschwert treffen die Studenten in einem kleinen Dorf am Rande des Uralgebirges letzte Vorbereitungen. Von den Bewohnern erfahren sie, was es mit dem Ziel ihrer Wanderung auf sich hat: Laut der Überlieferung der indigenen Mansi ist der Cholat Sjachl (zu Deutsch: „Toter Berg“) ein verfluchter Ort, an dem Menschen sterben und Nutztiere spurlos verschwinden. Die jungen Akademiker, allesamt beseelt vom optimistischen Fortschrittsgeist der aufstrebenden Sowjetunion, schenken der Legende keinen Glauben. |                 |               |                            |                                                 |                                                                       |                                   |
| 3 | Zolotarjow      | Серия 3       | 18. Nov. 2020              | 19. Juli 2021                                   | Waleri Walerjewitsch Fedorowitsch & Jewgeni Wladimirowitsch Nikischow | Ilja Wjatscheslawowitsch Kulikow  |
| Im KGB-Hauptquartier in Moskau holt Sonderermittler Oleg Kostin Informationen über Semjon Zolotarjow ein, den Wanderführer, der die Gruppe getöteter Studenten ins Uralgebirge begleitet hatte. Zolotarjow war mit 38 Jahren nicht nur mit Abstand der älteste Expeditionsteilnehmer, sondern auch Mitglied der örtlichen KGB-Zelle in der Lokalmetropole Nischni Tagil, wie Kostin beim Aktenstudium herausfindet. Während Kostin nach Nischni Tagil reist, um die ehemaligen Kollegen von Zolotarjow zu befragen, wird er von traumatischen Kriegserinnerungen heimgesucht.                                                                |                 |               |                            |                                                 |                                                                       |                                   |
| 4 | Ljuda           | Серия 4       | 19. Nov. 2020              | 26. Juli 2021                                   | Pawel Wiktorowitsch Kostomarow & Stepan Gordejew                      | Wassili Vnukow & Alexander Sysoew |
| Fünf Tage vor dem Unglück am Djatlow-Pass: Während sich die Bergwanderer auf eine weitere Etappe ihrer Ural-Expedition vorbereiten, werden sie in ihrem Lager von einem brausenden Wind überrascht, der von allen Seiten gleichzeitig zu kommen scheint. Alexander Kolewatow und seine Kameraden, vom Lärm aufgeschreckt, blicken aus dem Zelt und trauen ihren Augen nicht: Über den Bergen schweben zwei riesige Kugeln, die eine leuchtende Spur hinter sich herziehen. Als das Phänomen verschwunden ist, beginnen die Studenten zu diskutieren: Was haben sie soeben bloß gesehen, vielleicht einen geheimen Raketenstart?              |                 |               |                            |                                                 |                                                                       |                                   |
| 5 | Katja           | Серия 5       | 23. Nov. 2020              | 2. Aug. 2021                                    | Waleri Walerjewitsch Fedorowitsch & Jewgeni Wladimirowitsch Nikischow | Ilja Wjatscheslawowitsch Kulikow  |
| Während seiner Untersuchungen in Moskau erhält KGB-Major Oleg Kostin Besuch von Katja und ihrem Sohn Kolja, der die Hauptstadt der Sowjetunion einmal mit eigenen Augen sehen will. Katja händigt Kostin einen Umschlag mit geheimen Informationen aus. Das Dokument scheint zu bestätigen, dass im Uralgebirge unerklärliche Himmelsphänomene gesichtet wurden. Könnte es einen Zusammenhang zu den getöteten Studenten geben? Unterdessen beginnt Tempalow am letzten Lagerort der Gruppe mit der wissenschaftlichen Untersuchung des Zelts und der verstümmelten Leichen.                                                                 |                 |               |                            |                                                 |                                                                       |                                   |
| 6 | Kostja          | Серия 6       | 24. Nov. 2020              | 9. Aug. 2021                                    | Pawel Wiktorowitsch Kostomarow & Stepan Gordejew                      | Wassili Vnukow & Alexander Sysoew |
| Die Bergwanderer treffen auf einen völlig entkräfteten Fremden, der vor ihren Augen zusammenbricht. Es gelingt ihnen, den Mann in ihr Lager zu bringen. Dank guter Pflege kommt er schnell wieder zu Kräften. Er behauptet, er sei aus dem nahegelegenen Iwdel zur Jagd in die Berge gekommen. Bergführer Zolotarjow schenkt der Geschichte keinen Glauben, und sein Misstrauen scheint sich zu bestätigen, als der Fremde versucht, eine Waffe zu stehlen. Zolotarjow gelingt es, das zu vereiteln. Zur Rede gestellt, gibt dieser zu, dass er aus einem Arbeitslager geflohen ist.                                                         |                 |               |                            |                                                 |                                                                       |                                   |
| 7 | Witja           | Серия 7       | 25. Nov. 2020              | 16. Aug. 2021                                   | Waleri Walerjewitsch Fedorowitsch & Jewgeni Wladimirowitsch Nikischow | Ilja Wjatscheslawowitsch Kulikow  |
| KGB-Major Kostin versucht, den Djatlow-Fall endgültig abzuschließen. Der Ausbruch von Gefangenen aus einem nahegelegenen Straflager, der zeitlich mit dem Tod der Studentengruppe zusammenfiel, legt eine einfache und politisch bequeme Deutung nahe: Die verurteilten Kriminellen könnten die Touristen ermordet haben. Doch viele der am Ort des Geschehens vorgenommenen Untersuchungen sprechen gegen diese Hypothese. Während er noch über den verwirrenden Fakten des Falls grübelt, ringt sich Kostin dazu durch, Katja seine Liebe zu gestehen.                                                                                     |                 |               |                            |                                                 |                                                                       |                                   |
| 8 | Igor            | Серия 8       | 26. Nov. 2020              | 23. Aug. 2021                                   | Pawel Wiktorowitsch Kostomarow & Stepan Gordejew                      | Wassili Vnukow & Alexander Sysoew |
| Die Bergwanderer erreichen ihr Etappenziel, den Pass am „Toten Berg“. Angesichts der stürmischen Wetterlage und fortgeschrittenen Uhrzeit sehen sie sich gezwungen, sofort ein Lager aufzuschlagen. Bei Anbruch der Nacht wird die Gruppe von einer Lawine überrascht. Tibo-Brinjol, Zolotarjow, Dubinina und Slobodin werden von den Schneemassen mitgerissen und teils unter ihnen begraben. Der Rest der Gruppe versucht verzweifelt, sich zu den Verschütteten durchzukämpfen, doch das tückische Terrain und eisiger Wind machen ein Vorankommen fast unmöglich…                                                                        |                 |               |                            |                                                 |                                                                       |                                   |